# Vườn quốc gia Corcovado (Chile)
Vườn quốc gia Corcovado là một vườn quốc gia nằm ở tỉnh Palena, thuộc vùng Los Lagos của Chile. Nó có diện tích 726.000 mẫu Anh (2.940 km2) bao gồm các khu Rừng mưa ôn đới Valdivian, đỉnh núi cao, hồ trên núi cao, và sông. Phía tây của vườn quốc gia là hai ngọn núi lửa mang tính biểu tượng của vườn quốc gia là núi Corcovado và Yanteles
Được thành lập vào năm 2004 bởi tổng thống Ricardo Lagos Escobar, đây là vườn quốc gia lớn thứ 4 tại Chile. Vườn quốc gia bao gồm khoảng 82 hồ được bao quanh bởi các khu rừng nguyên sinh. Đây là khu vực có sự đa dạng sinh học đáng kể với 18 loài thú, 64 loài chim và 133 loài thực vật. Các cửa sông nước lợ, nơi các con sông Corcovado và Tic Toc đổ ra Vịnh Corcovado là môi trường sống đặc biệt cho các loài động vật hoang dã. Nó là vườn ươm quan trọng đối với loài cá voi xanh cùng số lượng lớn hải cẩu, sư tử biển có mặt tại đây. Vùng biển liền kề đang được đề xuất để trở thành vườn quốc gia biển đầu tiên của Chile, đảm bảo tính liên tục cho việc bảo tồn từ đỉnh núi xuống đến đáy đại dương.